# بی‌بی شهرزاد
بی‌بی شهرزادکتابی  نوشتهٔ شیوا ارسطویی است. این کتاب در سال ۱۳۸۳ توسط نشر قطره منتشر شده‌است.
چاپ نخست این کتاب توسط نشر باران در سوئد منتشر شده بود و بعدا در ایران مجوز نشر گرفت.

## داستان
شخصیت اصلی داستان زنی نقاش و روشنفکر به نام شهرزاد است. او با مردی به نام علی ازدواج کرده‌است تا زندگی آرامی داشته باشد، و خود را از جنگیدن خلاص کند. علی که مردی عیاش است در گذشته با مریم رابطه داشته‌است. در نبود علی مریم برای دریافت پولش به خانه او می‌اید و با شهرزاد مواجه می‌شود. مریم دختری جذاب با زیبایی اثیری است، که چشمانی سرگردان دارد. همین چشمان سرگردان مریم، شهرزاد را مجذوب می‌کند و دختر تابلوی نقاشی خود را که مدتی در جست و جوی او بود حاضر در پیش روی خود می‌بیند.
دوستی مریم و شهرزاد که از همان دیدار نخست شکل می‌گیرد و شهرزاد را درون زندگی مریم می‌برد.
مریم که معشوقهٔ خشایار است، بعد از مدتی نگران آیندهٔ خود می‌شود و سعی می‌کند با استفاده از جنینی که در شکم دارد، خشایار را وادار کند که با او ازدواج کند.
چهرهٔ دیگر داستان گلی دختر علی است که زشتی‌ها و فسادی که در دنیای اطراف خود دیده‌است او را گوشه گیر و غم زده کرده‌است. او از خود و هر چه او را آزار می‌دهد فرار می‌کند.

## بررسی داستان
این داستان که به شیوه نو نوشته شده است، روایت همه شهرزادها است و نویسنده مسایل و معضلات زنان را بررسی می‌کند.  شهرزاد مظهر زنانگی است. همه غم‌ها، رنج‌ها و… که در طول تاریخ بر زنان تحمیل شده‌است، نسل به نسل به تمام زنان منتقل شده‌است.
در رگ تمام زنان داستان خون شهرزاد جریان دارد.
گلی، شهرزاد، مریم، … همه نوادگان بی بی شهرزاد هستند.
درپشت جلد کتاب چند خطی ار محتوای کتاب نقل شده‌است:
«پدرمن یک زن است، یک زن نقاش. یک شب یک زن نقاش، مادرم را نقاشی کرد. یک شب دیگر، نقاشی را گرفت بغلش و خوابید. رنگ‌ها با هم قاطی شد. گفت بشو! شدم. بس که می‌دانم. چیزهایی که هیچ کس نمی‌داند. من دخترم. می‌دانم که پسر به دنیا نمی‌آیم. آخر من از نواده‌های بی‌بی شهرزاد هستم. بی‌بی همه ما را زن آرزو کرد. خدا آرزوی او را شنید و ما را آفرید. نام تمام اجداد من، حتی اگر به نام‌های دیگر صداشان زده باشند، شهرزاد است. حتی مادر من، مریم، که از شهرزاد بودن چیز زیادی سرش نمی‌شد, وقتی من را آبستن می‌شد نامش شهرزاد بود...»
در کارهای ارسطویی، زنی دیده می‌شود که در جامعه‌ای مذکر، در جست‌وجوی هویت مؤنث خودش است. در «بی‌بی شهرزاد»  راوی عملاً شناسنامه‌اش را گم کرده‌است.

## شیوه روایت
در این داستان قسمت اصلی ماجرا از زبان شهرزاد نقل می‌شود؛ اما بخش‌هایی از داستان توسط شخصیت‌های دیگر  نقل می‌شود که داستان را جذاب‌تر  می‌کند.